# Dominik Mašek
Dominik Mašek (Příbram, 10 luglio 1995) è un calciatore ceco, attaccante del Bohemians 1905
Il padre, Jaroslav Mašek, è stato anch'egli calciatore.

## Caratteristiche tecniche
Seconda punta mancina, grazie al suo fisico esile è molto agile con il pallone tra i piedi e nell'uno contro uno.

## Carriera

### Club
La sua carriera da calciatore inizia nel 1999 quando, all'età di quattro anni, viene acquistato dal club della sua città natìa per formarsi calcisticamente nelle varie divisioni giovanili. In tanti anni di militanza dimostra, alla società, tutte le sue qualità calcistiche superiori ai suoi coetanei: le mette in mostra durante il Česká Liga Dorostu Under-17 e il Česká Liga Dorostu Under-19 dove costringe l'allenatore, per via delle sue doti, ad esordire in Prima Squadra. Il 28 maggio 2011 debutta come calciatore professionista, anche se solo per pochi minuti, nel match giocatosi al Bazaly di Ostrava contro il Football Club Baník Ostrava. Conclude la sua prima stagione da professionista con una sola presenza all'attivo.
La stagione successiva gioca solo in tre occasioni prima di accasarsi nella selezione giovanile Under-19 dell'Amburgo. L'anno seguente viene invece aggregato alla prima squadra, e gioca stabilmente nella squadra riserve.

### Nazionale

#### Nazionale Under-16 e Under-17
Nel 2010 viene convocato dal c.t. dell'Under-16 per prendere parte ad una doppia amichevole con i cugini slovacchi: durante il match segna un gol da punizione. Durante l'anno totalizza in tutto sette amichevoli giocate con sette reti segnate.
Nel 2011 passa nella squadra Under-17 per tener parte alle qualificazioni del Campionato europeo di calcio Under-17 edizione 2011. Segna la sua prima rete con la formazione Under-17 l'11 marzo durante il match tenutosi a Nardò contro l'Italia Under-17. Durante il torneo la sua nazionale non riesce ad accedere alle fasi finali.